# Negro Matapacos
Negro Matapacos va ser un gos xilè que va adquirir notorietat a causa de la seva presència a les protestes de carrer ocorregudes a Santiago de Xile durant la dècada de 2010. Entre les seves característiques hi havia el pelatge negre i el mocador vermell que portava amarrat al coll, encara que també posseïa un mocador de color blau i un altre de color blanc que eren col·locats pels estudiants.

## Biografia

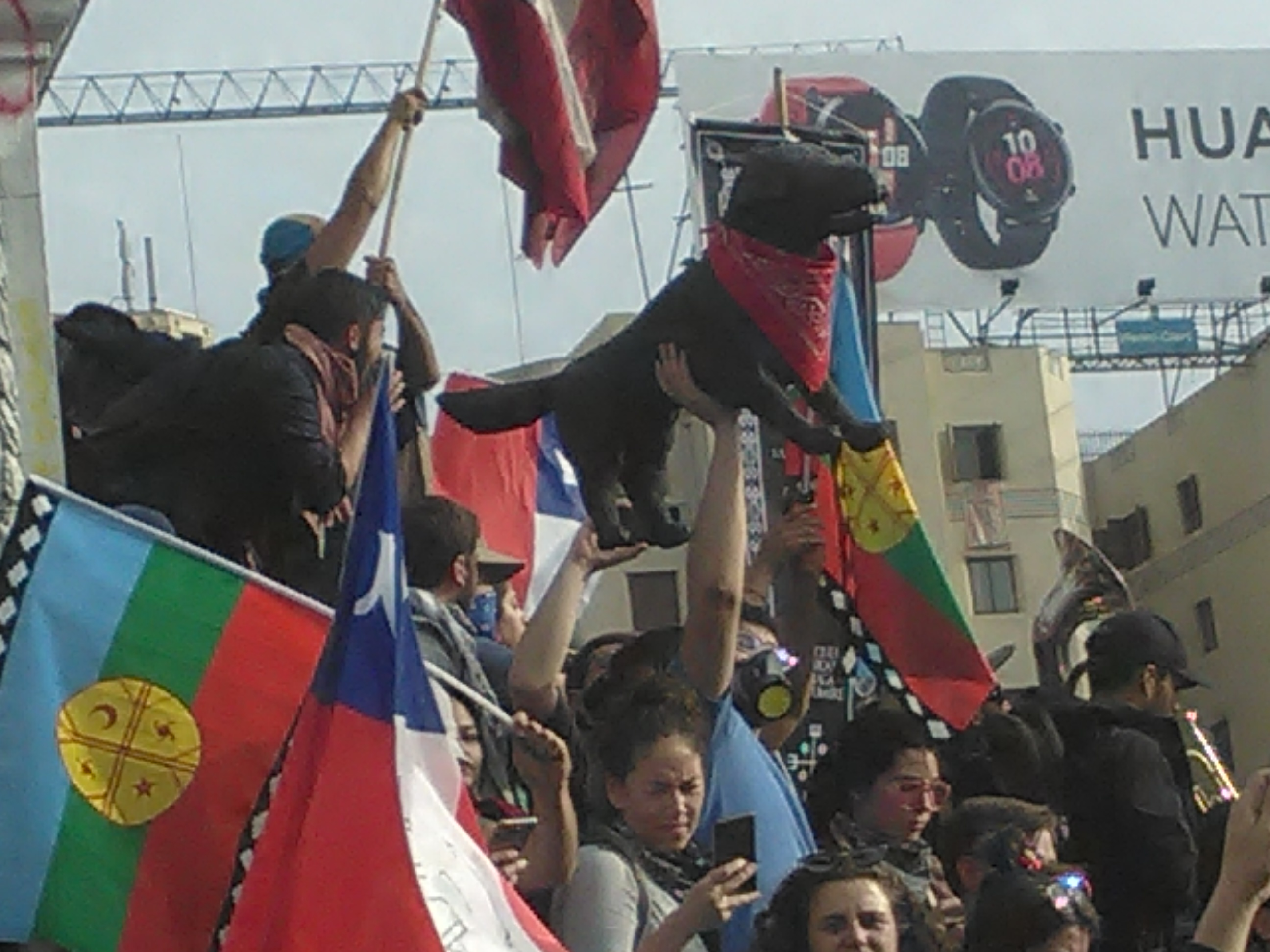
Escultura de paper maixé de Negro Matapacos en una manifestació a la Plaça Baquedano (novembre de 2019).

El gos, originalment batejat per la seva propietària simplement com El Negro, va adquirir notorietat entre universitaris de Santiago, principalment a les universitats de Santiago de Xile (Usach), Tecnològica Metropolitana (UTEM) i Central (UCEN). Durant les protestes estudiantils de 2011 Negro Matapacos va obtenir el seu sobrenom i es va fer conegut per aparèixer durant les marxes de carrer bordant i amenaçant els «pacos», col·loquialisme utilitzat en aquest país per referir-se als carrabiners, la policia uniformada local, la qual cosa va generar simpatia entre els manifestants. Continuaria amb les seves aparicions en manifestacions al llarg de la dècada, fama entre estudiants i ciutadans que realitzaven fotografies del gos i les compartien en xarxes socials, fins i tot generant un perfil dedicat a Negro Matapacos a Facebook.
Si bé el gos era considerat de carrer, a causa de la seva presència en diferents seus universitàries i carrers de Santiago, Negro Matapacos estava sota la cura de María Campos, una resident del carrer García Reyes a la comuna de Santiago, ubicada a algunes quadres de la Usach per l'Albereda, qui el va adoptar el 2009 i que l'alimentava, feia servir al coll i també li lliurava una benedicció abans que sortís al carrer. D'acord amb la seva participació en manifestacions de carrer, diversos mitjans ho van denominar també com el «Loukanikos xilè», a causa de les seves similituds amb el gos que es va fer famós durant les protestes a Grècia entre 2010 i 2012. Va tenir almenys dos incidents en què va resultar ferit: una baralla amb un altre gos a la UTEM, i una altra ocasió en què va ser atropellat per un vehicle policial, sent atès a la Universitat Alberto Hurtado.
Negro Matapacos va morir el 26 d'agost del 2017 per causes naturals, atès per personal veterinari i els seus cuidadors. Diverses fonts esmenten que al moment de la seva mort havia deixat una descendència de 32 cadells amb 6 gosses diferents.

## Referències culturals

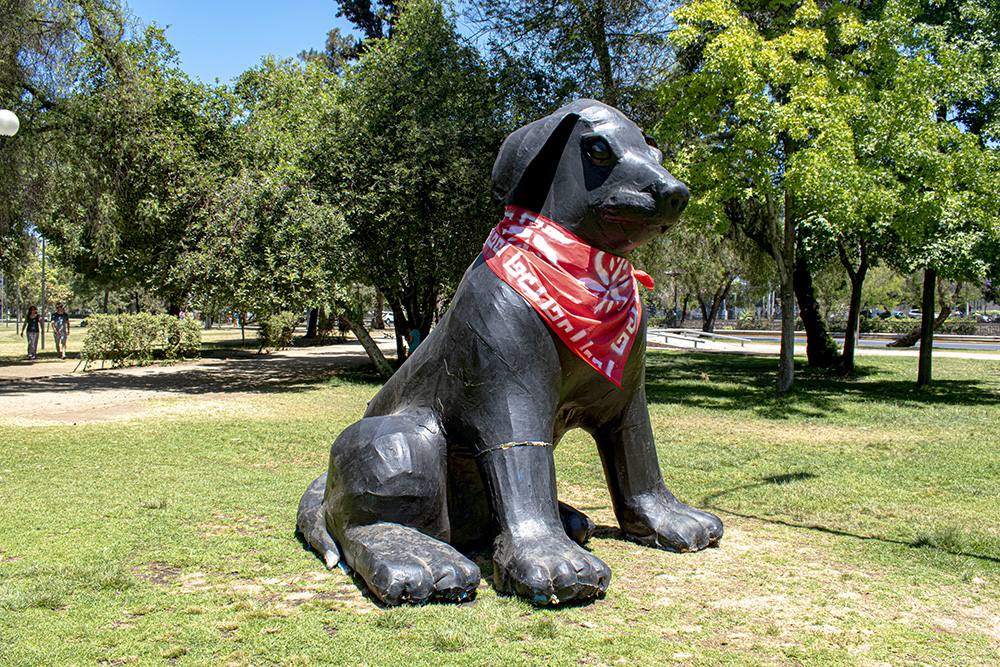
Desapareguda representació de Negro Matapacos a la Plaça a l'Aviació de Providència.

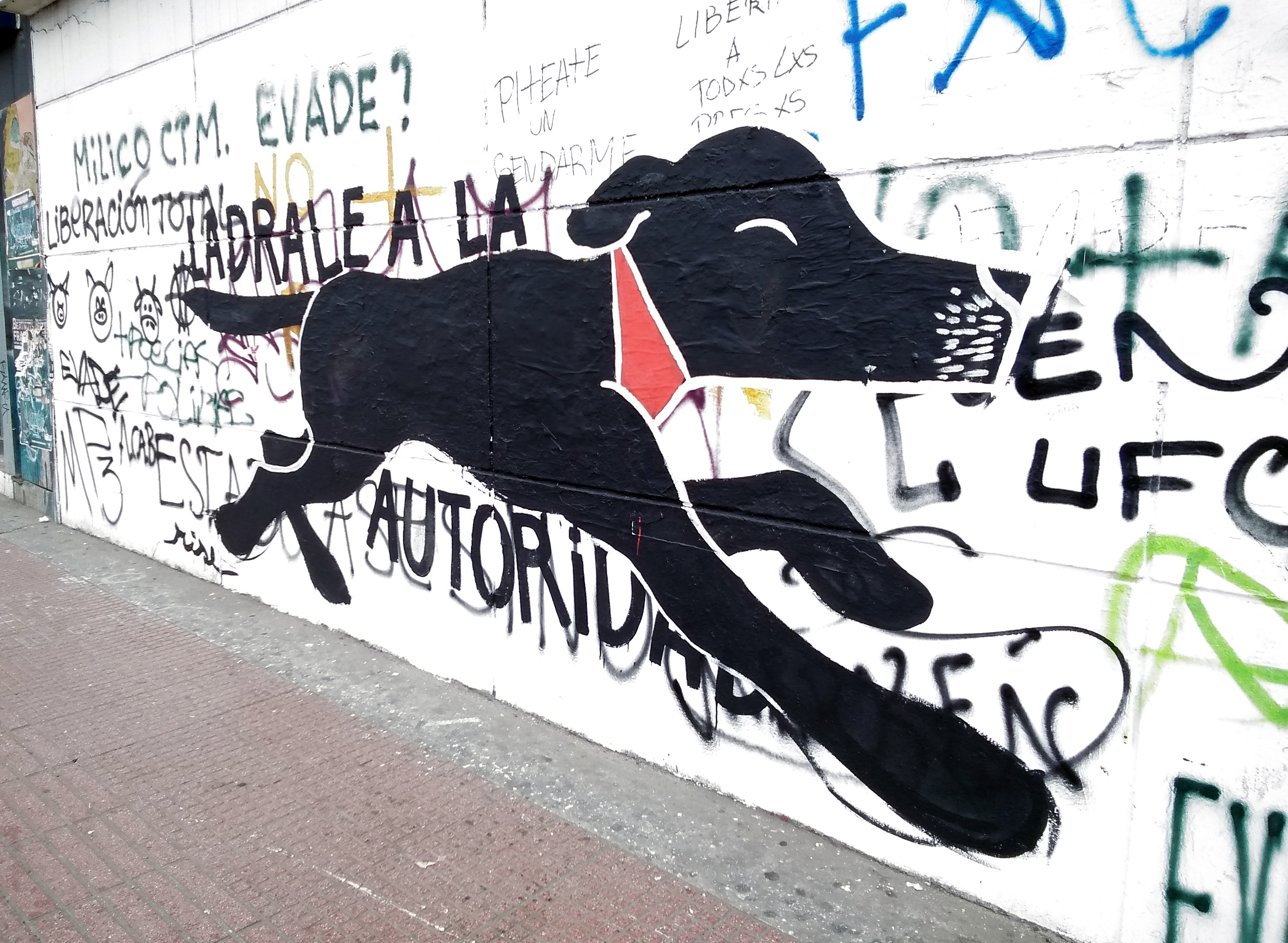
Mural en homenatge a Negre Matapacos a La Cisterna.